# Kunak, Nikšić
Kunak este un sat din comuna Nikšić, Muntenegru. Conform datelor de la recensământul din 2003, localitatea are 20 de locuitori (la recensământul din 1991 erau 20 de locuitori).

## Demografie
În satul Kunak locuiesc 14 persoane adulte, iar vârsta medie a populației este de 35,5 de ani (32,7 la bărbați și 38,2 la femei). În localitate sunt 5 gospodării, iar numărul mediu de membri în gospodărie este de 4,00.
Populația localității este foarte eterogenă.
|  |

| Demografie | Demografie | Demografie |
| An         | Locuitori  | Locuitori  |
| ---------- | ---------- | ---------- |
|            |            |            |
|            |            |            |
|            |            |            |
|            |            |            |
| 1948       | 153        |            |
| 1953       | 96         |            |
| 1961       | 82         |            |
| 1971       | 81         |            |
| 1981       | 38         |            |
| 1991       | 20         | 20         |
| 2003       | 20         | 20         |

| \| Componența etnică conform recensământului din 2003[2] \| Componența etnică conform recensământului din 2003[2] \| Componența etnică conform recensământului din 2003[2] \| Componența etnică conform recensământului din 2003[2] \| Componența etnică conform recensământului din 2003[2] \| \| ----------------------------------------------------- \| ----------------------------------------------------- \| ----------------------------------------------------- \| ----------------------------------------------------- \| ----------------------------------------------------- \| \| \| \| \| \| \| \| Muntenegreni \| Muntenegreni \| \| 8 \| 40% \| \| Sârbi \| Sârbi \| \| 6 \| 30% \| \| necunoscută \| necunoscută \| \| 2 \| 10% \| |              |  |   |     |
| Componența etnică conform recensământului din 2003 |              |  |   |     |
| |              |  |   |     |
| Muntenegreni | Muntenegreni |  | 8 | 40% |
| Sârbi | Sârbi        |  | 6 | 30% |
| necunoscută | necunoscută  |  | 2 | 10% |